# Autostade
L'Autostade (raramente indicato col nome in inglese Automotive Stadium) era un impianto sportivo di Montréal, in Canada, costruito in occasione dell'esposizione universale del 1967.

## Storia
L'impianto venne costruito all'interno del complesso espositivo dell'Expo 1967, che doveva celebrare anche il centenario della federazione canadese. Nel corso della manifestazione l'Autostade ospitò alcuni eventi collaterali, come lo spettacolo del Circo Barnum. Il nome della struttura deriva dal fatto che i costi di costruzione vennero sostenuti da cinque grandi case automobilistiche.
Al termine dell'expo, l'impianto divenne lo stadio casalingo degli Alouettes, la squadra locale di football canadese, rimanendolo fino al 1976 quando gli Alouettes si spostarono nell'appena inaugurato Stadio Olimpico. Nel 1969 l'Autostade ospitò anche la Grey Cup, cioè la finale della Canadian Football League, il campionato nazionale di Football.
L'Autostade fu lo stadio casalingo, per tutta la loro esistenza, anche dei Montréal Olympique, la prima squadra di calcio professionistica cittadina, che partecipò dal 1971 al 1973 alla Nasl, l'allora massimo campionato calcistico nordamericano.
Nel 1975 l'impianto ospitò anche un concerto dei Pink Floyd.
Dopo il 1976 lo stadio rimase inutilizzato e venne abbattuto al termine degli anni '70.

## Caratteristiche
Lo stadio venne costruito con delle caratteristiche molto avveniristiche per l'epoca: era costituito da 19 sezioni prefabbricate, che davano un caratteristico effetto "a petali". Tali sezioni erano pensate per rendere l'impianto modulare, potevano infatti essere spostate e collegate a seconda delle esigenze. Di conseguenza anche la capienza dell'impianto era variabile: se la composizione base prevedeva 33.172 posti, si poteva andare da circa 25.000 a oltre 75.000 posti.